# Öcs
Öcs là một thị trấn thuộc hạt Veszprém, Hungary. Thị trấn này có diện tích 13,7 km², dân số năm 2010 là 205 người, mật độ 15 người/km².